# Nastro d'argento - Grandi Serie al migliore attore protagonista
Il Nastro d'argento - Grandi Serie alla migliore attrice protagonista è un riconoscimento italiano assegnato annualmente dal Sindacato nazionale giornalisti cinematografici italiani a partire dal 2022 al migliore attore protagonista in una serie o miniserie televisiva italiana.

## Vincitori e candidati
I vincitori sono indicati in grassetto, a seguire gli altri candidati.

### Anni 2022-2029
- 2022
  - Luca Argentero - Doc - Nelle tue mani
  - Fabrizio Bentivoglio - Monterossi
  - Edoardo Pesce - Christian
  - Francesco Scianna - A casa tutti bene - La serie
  - Luca Zingaretti - Il re

- 2023
  - Fabrizio Gifuni - Esterno notte
  - Francesco Colella - The Good Mothers
  - Marco Giallini - Rocco Schiavone - Quinta stagione
  - Luigi Lo Cascio - The Bad Guy
  - Edoardo Pesce - Christian - Seconda stagione
- 2024
  - Michele Riondino - I leoni di Sicilia
  - Stefano Accorsi - Un amore
  - Alessio Boni - Il metodo Fenoglio - L'estate fredda, La lunga notte - La caduta del Duce
  - Edoardo Leo - Il Clandestino – Un investigatore a Milano
  - Luca Zingaretti - Il re
- 2025
  - Filippo Timi - Dostoevskij
  - Luigi Lo Cascio - The Bad Guy
  - Fabrizio Gifuni - L'amica geniale
  - Leonardo Maltese - Leopardi - Il poeta dell'infinito
  - Eduardo Scarpetta - Storia della mia famiglia

## Statistiche e record
Maggior numero di candidature
| Artista         | Candidature |
| --------------- | ----------- |
| Fabrizio Gifuni | 2           |
| Luigi Lo Cascio | 2           |
| Luca Zingaretti | 2           |
| Edoardo Pesce   | 2           |